# Podaca
Podaca – wieś w Chorwacji, w żupanii splicko-dalmatyńskiej, w gminie Gradac. W 2011 roku liczyła 729 mieszkańców.
Jest położona w południowej części Riwiery Makarskiej, u podnóża Biokova, 35 km od Makarskiej. Składa się z trzech części: Kapec, Viskovica Vala i Ravanje. Obecnie Podaca jest całkowicie zorientowana na turystykę. Miejscowość dysponuje około 1100 miejscami noclegowymi w apartamentach i pokojach prywatnych.

## Historia
Podaca powstała na skalistych zboczach Biokova, w strategicznym miejscu, i tam właśnie są ślady osadnictwa pochodzące z epoki kamiennej.
Podczas panowania rzymskiego miejscowość była administrowana z Narony. Istnieje wiele zabytków z tego okresu, jak rozbity dzban ze srebrną monetą z wizerunkiem cesarza rzymskiego, które znajdują się tutaj. Inne pozostałości z czasów rzymskich to część murów, która pochodzi z czasów średniowiecza. Chorwaci założyli swoje osady wysoko na szczytach, w celu uzyskania bardziej obronnej pozycji i korzystanie z hal.
Jedną z pozostałości z okresu XI-XII wieku jest stary kościół chorwacki Św Ivan z grobami rodziny Kacic w Gornja Podaca, która była ich ojczystą ziemią. Kościół św Ivan w Podacy został zbudowany w przedromańskim okresie w wieku XI i XII. Niedaleko od kościoła Św Ivana, stał kościół św. Stjepan, który został zrównany z ziemią w XVIII wieku, aby zrobić miejsce dla dzisiejszego kościoła zbudowanego w 1762 roku. Po trzęsieniu ziemi w 1962 roku, niemal cała ludność przeniosła się do strefy przybrzeżnej, gdzie został zbudowany nowy kościół Zwiastowania Matki Bożej. W pobliżu kościoła znajduje się cmentarz z zabytkowym nagrobkiem.